# Ape (Kleintransporter)

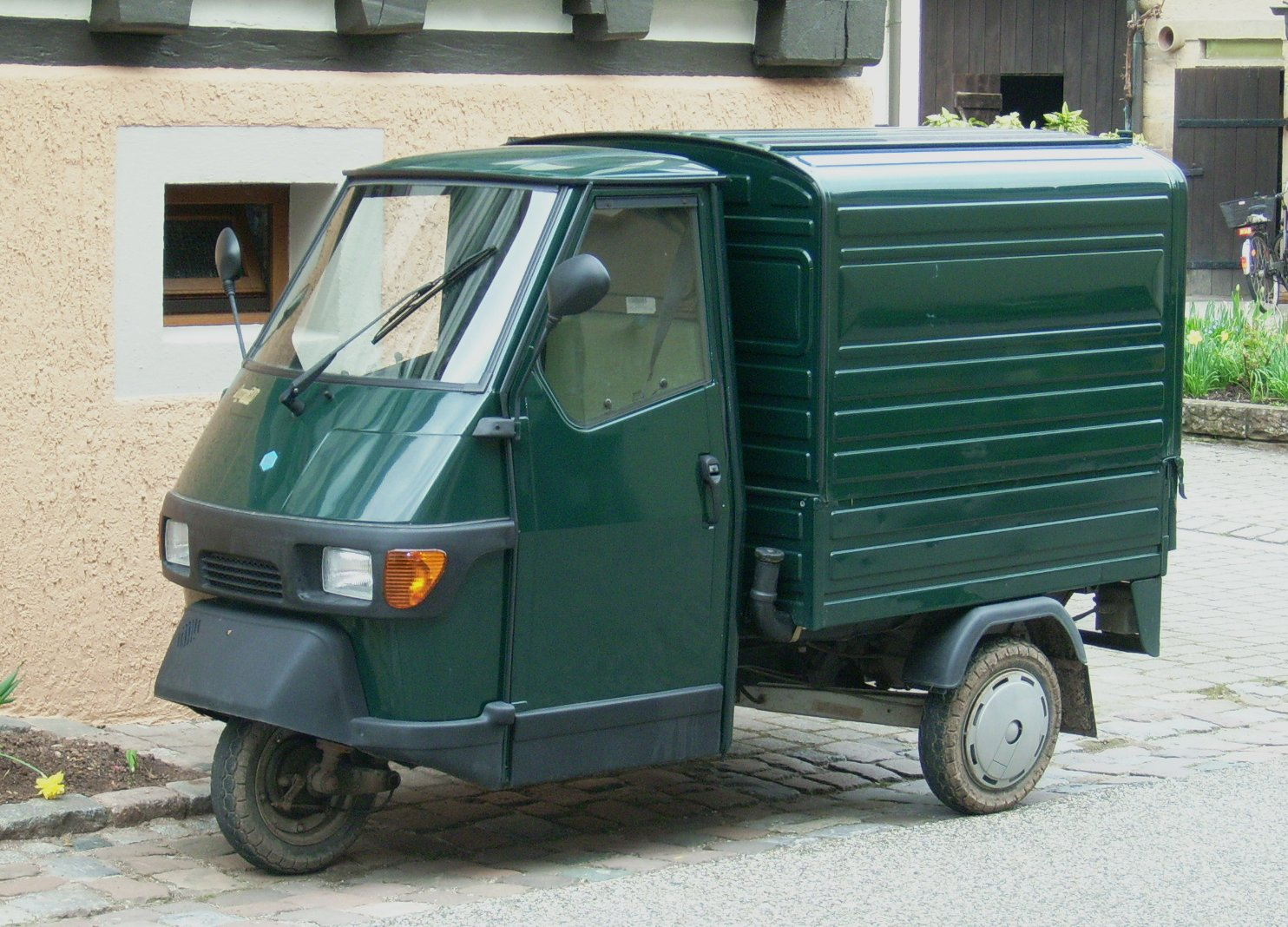
Piaggio Ape Kastenwagen

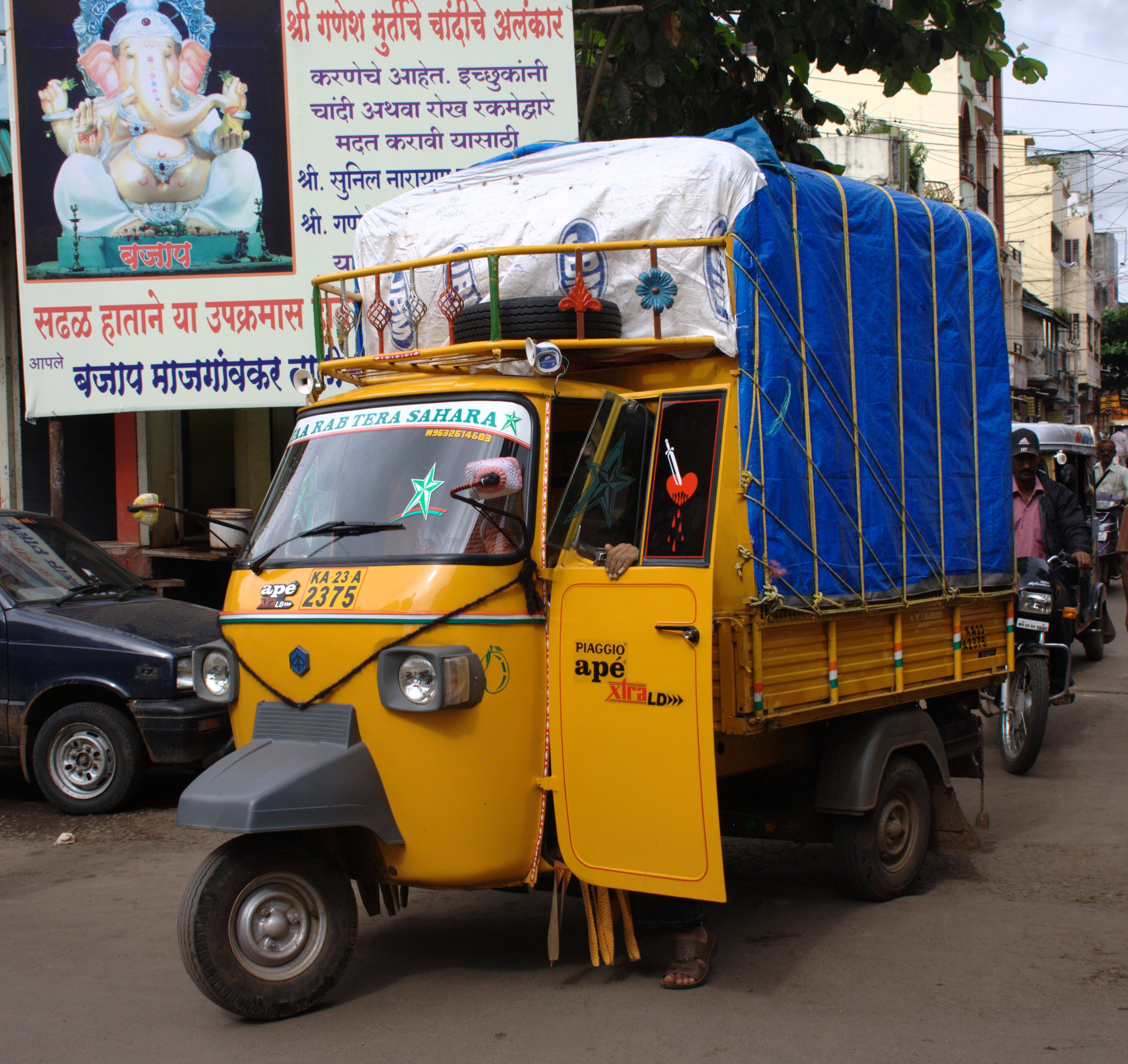
Aktuelle indische Version, 2010

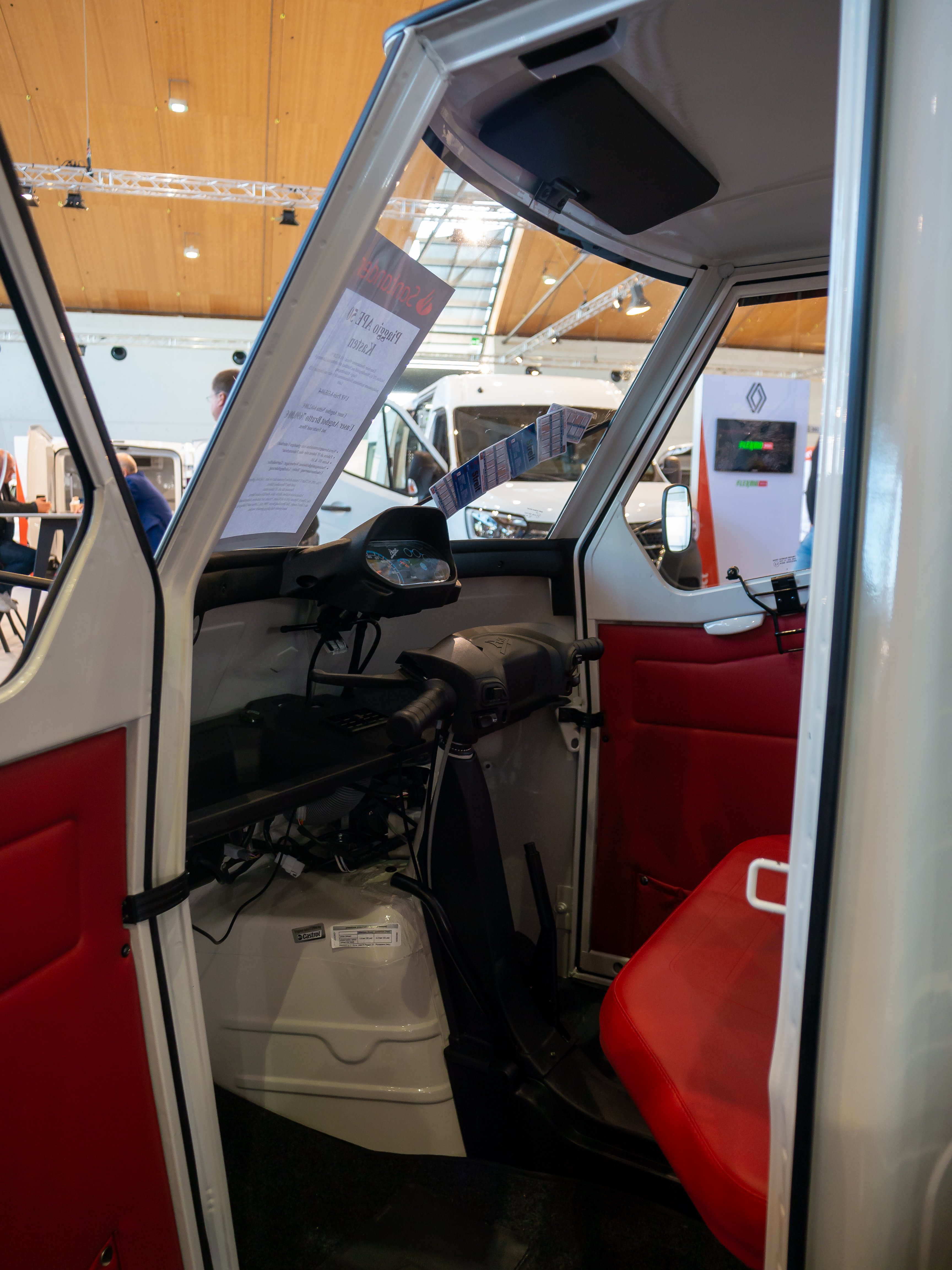
Cockpit der Ape

Ape (ital. Biene, auch als Vespacar bezeichnet) ist ein Kleintransporter und ein dreirädriges Rollermobil des italienischen Herstellers Piaggio.
Die Ape wurde zwischen 1947 und 2024 in Italien hergestellt. 1999 begann die Produktion von inzwischen 200.000 Fahrzeugen jährlich im indischen Werk von Piaggio Vehicles Private Limited in Baramati, die auch nach Afrika, Südamerika und in andere asiatische Länder exportiert werden.

## Geschichte

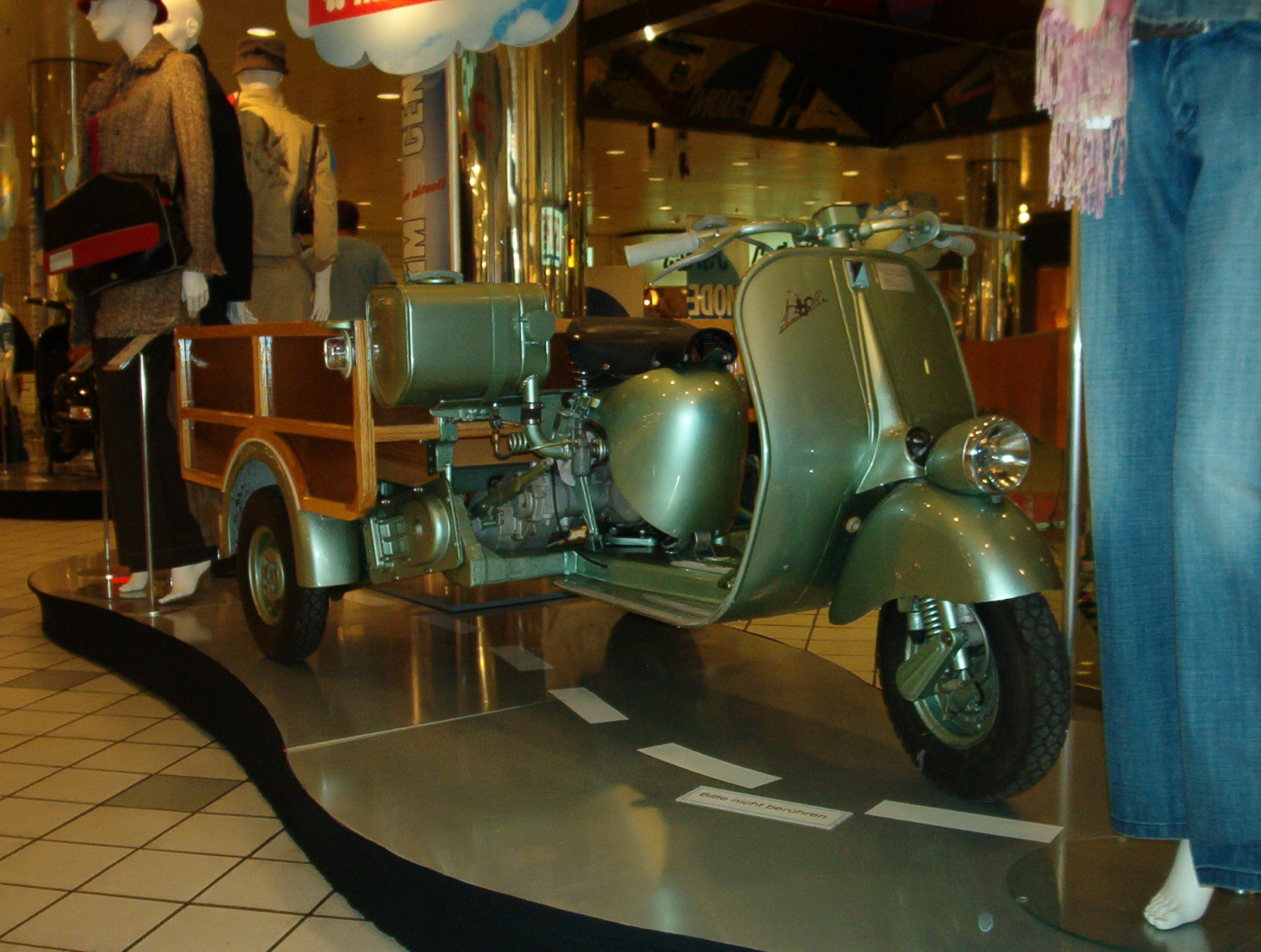
Das Urmodell der Ape

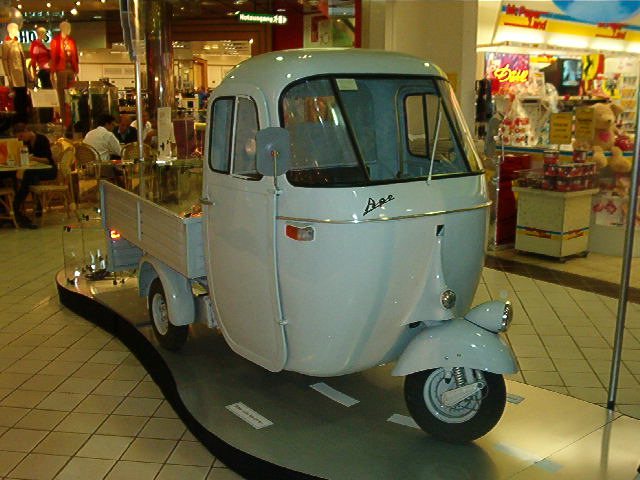
Die Ape AC4

Die Dreirad-Transporterserie kam ein Jahr nach der Vespa (ital. Wespe), auf den Markt. Der Urtyp der Ape von 1947 ist eigentlich eine Vespa mit Ladefläche mit einer Nutzlast von 200 Kilogramm. Die Ape A hat einen Vespa-Motor mit 125 cm³ Hubraum unter dem Sitz. Sie hat aber im Gegensatz zu zeitgenössischen Vespa-Typen eine 4-Gang-Schaltung.
1949 brachte Innocenti das konkurrierende Lambretta Lastendreirad heraus, das später als Lambro bezeichnet wurde.
Die Ape B mit 150 cm³ kam 1953 auf den Markt. Dieses Modell wurde mit kleinen Änderungen bis 1956 gebaut.
1956 kam die Ape C auf den Markt, das erste Ape-Modell mit Kabine.
Die Pentaro von 1960 ist eine fünfrädrige Version der Ape C in Form eines Sattelschleppers mit einer höheren Tragfähigkeit.
Auch die Ape MP, die 1967 vorgestellt wurde, hat noch Elemente der Ape C, nämlich die Kabine. Ansonsten ist sie aber grundlegend überarbeitet worden. Ihr Hubraum beträgt 190 cm³; sie kann 500 kg transportieren. Die Ape MP wurde in mehreren Versionen hergestellt; 1969 wurde die Tragfähigkeit noch um 100 kg erhöht.
1969 wurde die Ape 50 vorgestellt. Sie war die erste Ape, die in die Kategorie Kleinkrafträder fällt. Sie wurde für den leichten Transport gebaut, kann nur 200 Kilogramm transportieren und ist mit einer Kabine ausgestattet.

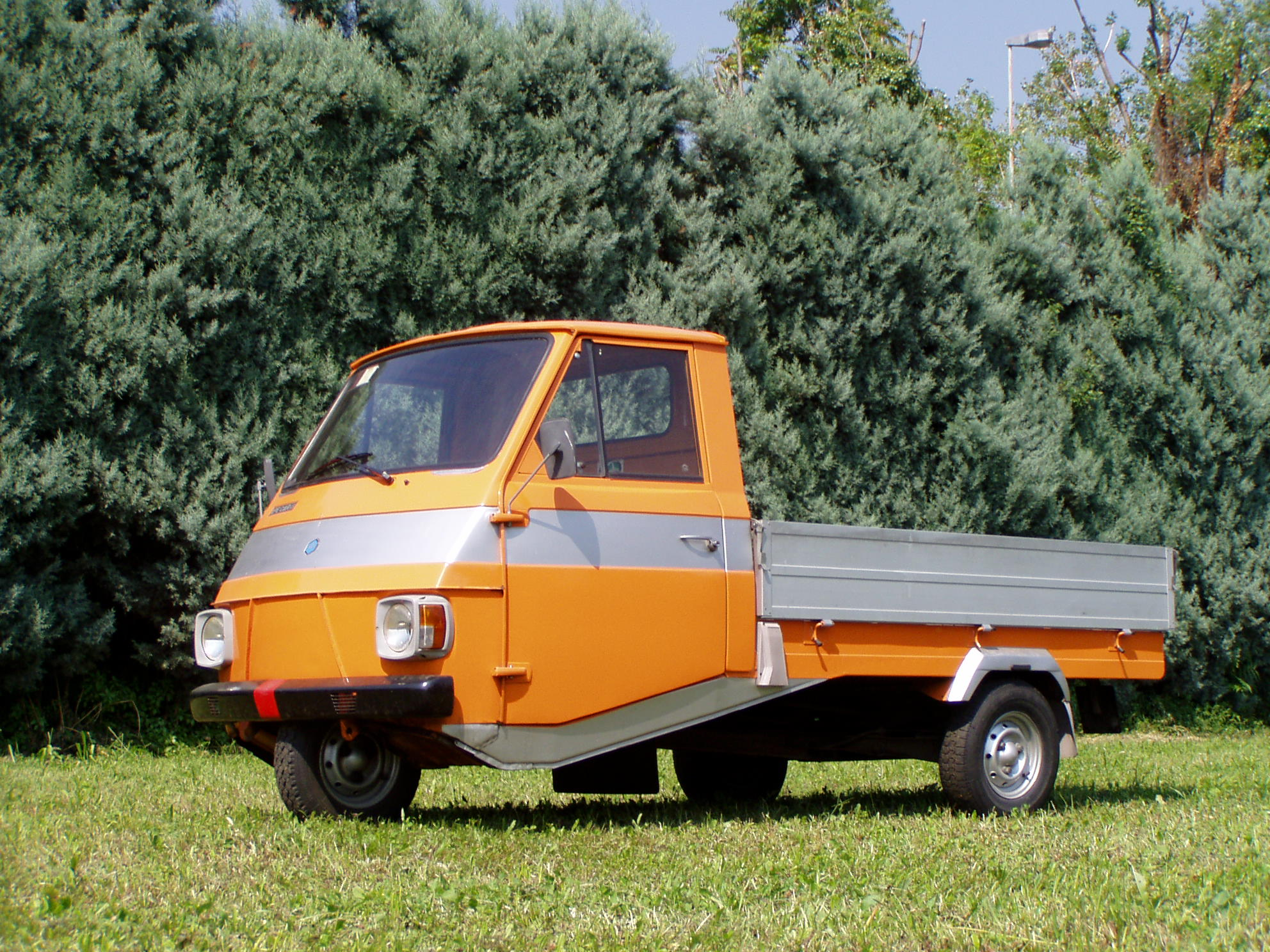
Ape Car LS 1977

1971 wurde das Ape Car vorgestellt. Es hat eine einigermaßen komfortable Kabine, einen 218,9-cm³-Motor und 550 kg Traglast als Transporter, 612 kg mit Ladefläche (beide Werte ohne Fahrer).
1982 entwickelte Piaggio ein völlig neues Fahrzeug mit einem 220-cm³-Motor und einer Tragkraft von 700 Kilogramm, die Ape TM. 1984 kam eine Ape mit einem Einzylinder-Viertakt-Dieselmotor auf den Markt. Auch diese hat 700 Kilogramm Nutzlast und wird noch bis heute leicht modifiziert angeboten.
1984 wurde die bisher größte Ape vorgestellt: die Ape Car Max. Sie ist 1,5 × 2,3 Meter groß und trägt 900 Kilogramm. Wegen der Zuladung wurde sie „9 quintali“ genannt, was mit „9 Doppelzentner“ übersetzt werden könnte.
1994 brachte Piaggio die Ape 50 Cross Country auf den Markt. Die 45 km/h schnelle Maschine ist mit Überrollbügel, Stoßbügel und Radiokonsole ausgestattet.
Ab 1995 begann Piaggio mit dem Bau der Ape 50 TL5T, die durch ihre zwei Frontscheinwerfer sehr auffällig ist. Die älteren Modelle der Ape 50 hatten nur einen Frontscheinwerfer.
1999 wurde die Ape 50 TL5T von der Ape 50 ZAPC abgelöst, die bis auf kleinere Änderungen baugleich ist und bis Ende November 2024 im Piaggio Werk in Pontedera gebaut wurde. Somit sind über 75 Jahre Ape-Bau in Italien Geschichte.
2006 stellte Piaggio auf der Intermot das Sondermodell APE „Classic“ vor. Das Dreirad wurde europaweit nur in der Farbe celeste (mintgrün) ausgeliefert und war mit einer Lenkstange und einer Pritsche ausgestattet. Der Antrieb war ein wassergekühlter Lombardini-Dieselmotor mit 422 cm³ Hubraum. Das Modell wurde in Indien produziert.
Im Frühjahr 2008 wurde ein neues Designkonzept der Piaggio Ape auf Basis der zugstarken TM präsentiert und war fortan als Piaggio Apelino in Umlauf, da die Ape in ihren Ursprungsjahren liebevoll vom Volksmund den Begriff „Apelino“ bekommen hatte. Das Konzept war eine Reaktion des Herstellers auf den Kultstatus der Ape. Umweltfreundliche und sparsame Elektro- und Hybridversionen, aber auch der Antrieb auf Basis der TM mit einer Maximalgeschwindigkeit von 55 km/h und einer Zuladung von 600 kg wurden weiterentwickelt. Neu war hierbei auch, dass die Ladepritsche vom Kunden selbst modular umgerüstet werden konnte als Stadttaxi, Promotion- oder Cateringmobil oder wie gewohnt als Transportfahrzeug.
2014 wurde die APE Classic 400 als modernisierte Version der APE Classic vorgestellt.
Wegen neuer Abgasvorschriften stellte Piaggio Ende 2024 die Produktion und Vermarktung der Ape in Europa ein. Fortan ist sie nur noch in Indien und Afrika erhältlich.

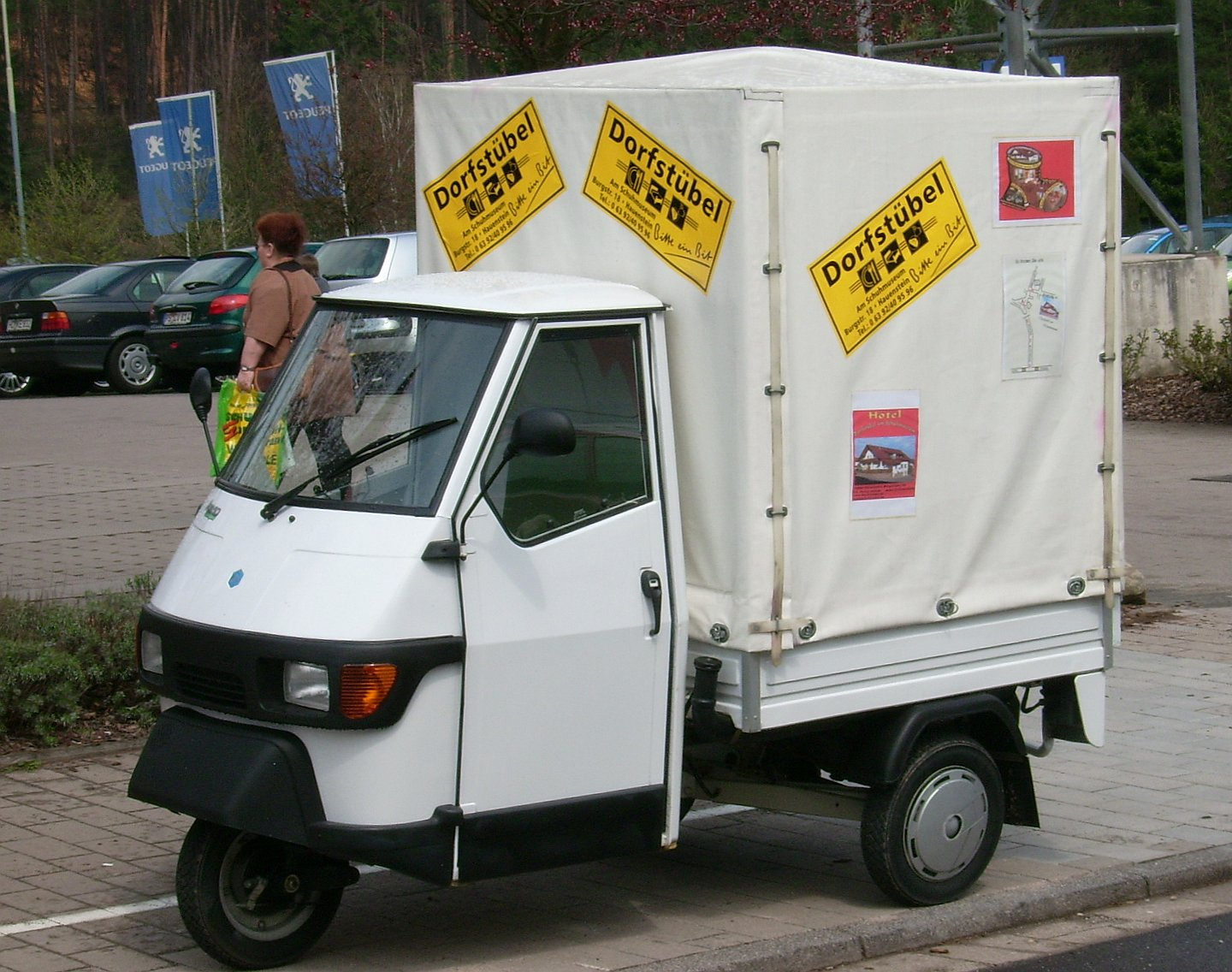
Ape-Pritschenwagen
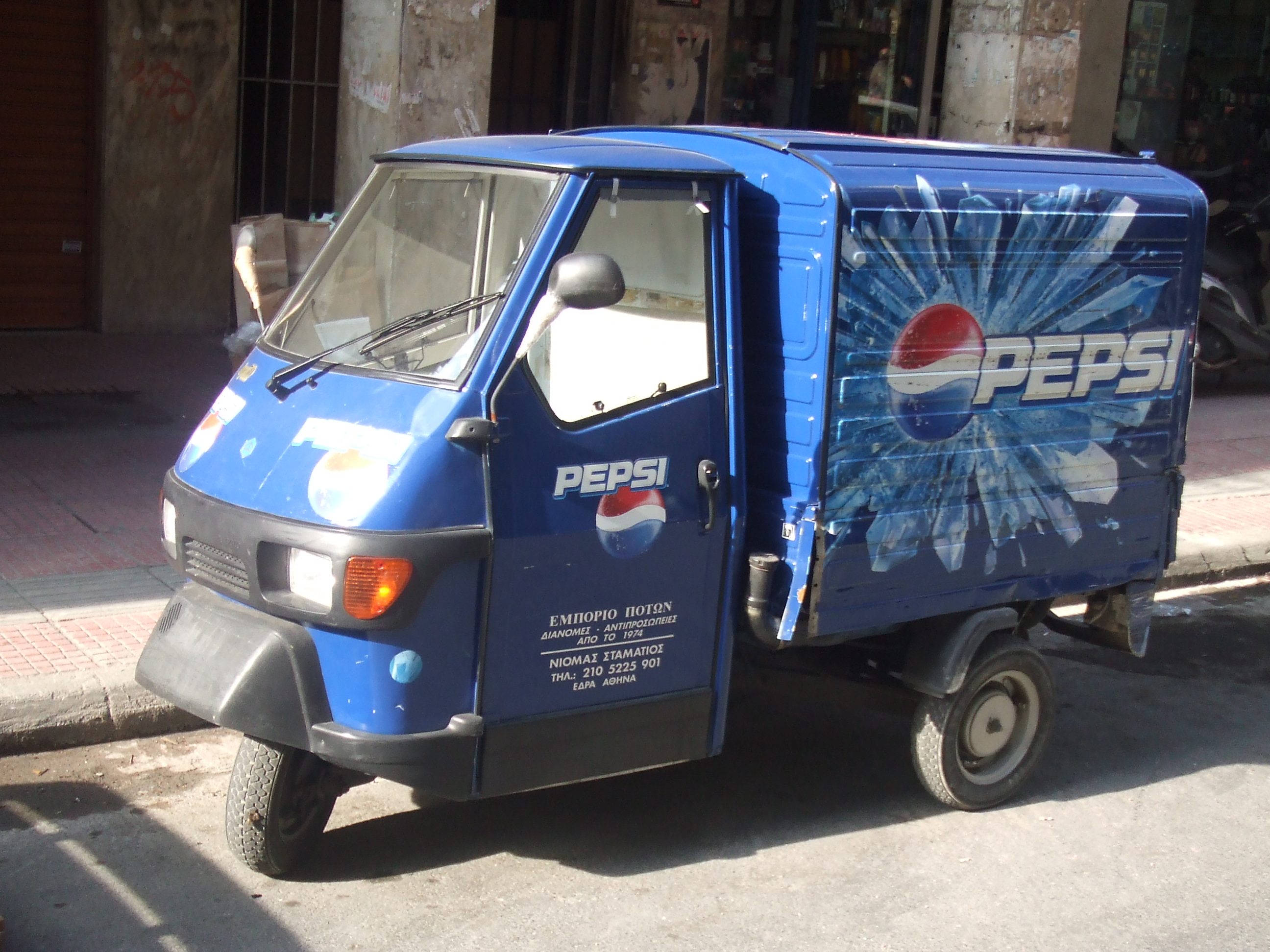
Eine Ape als Getränketransporter
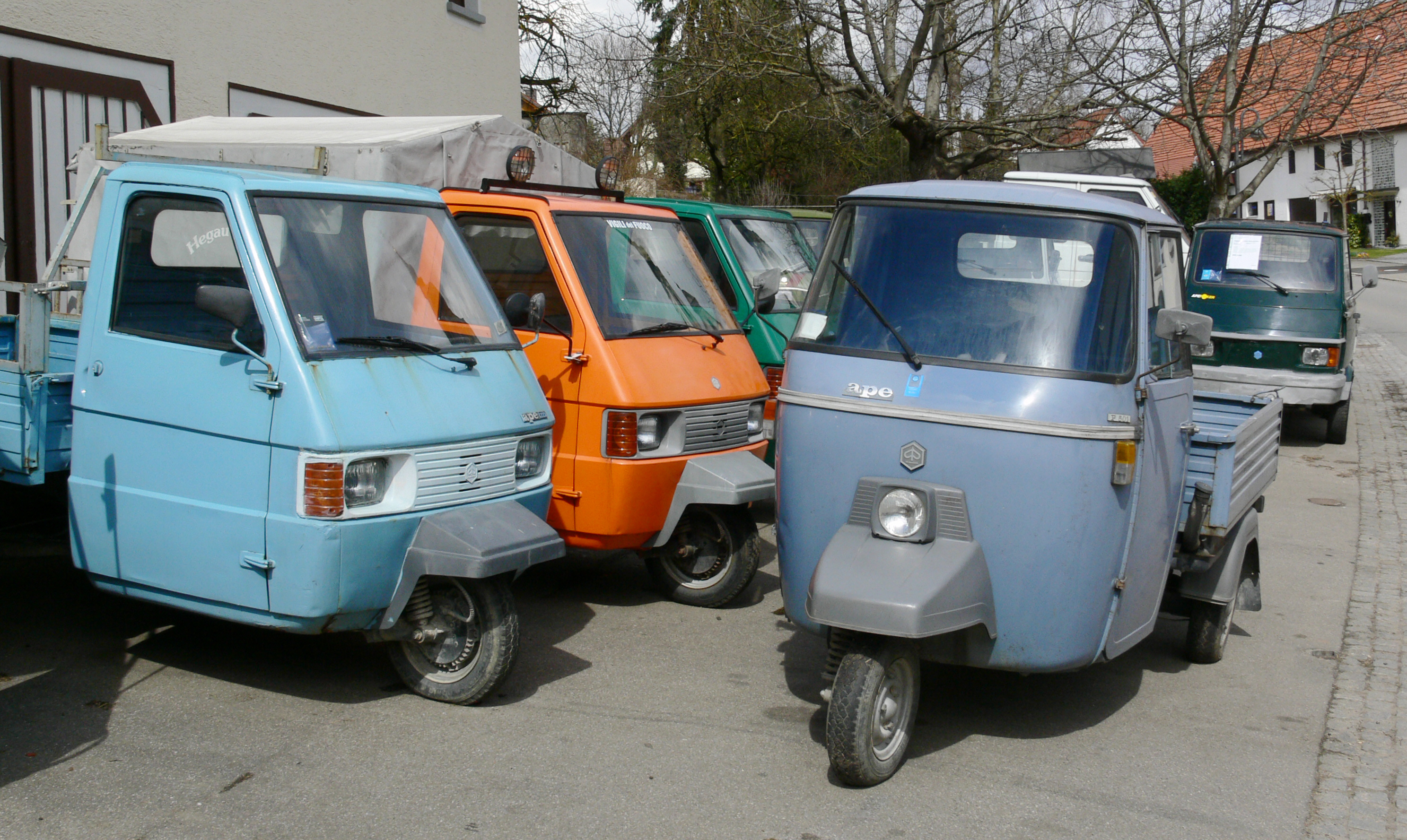
Verschiedene Ausführungen
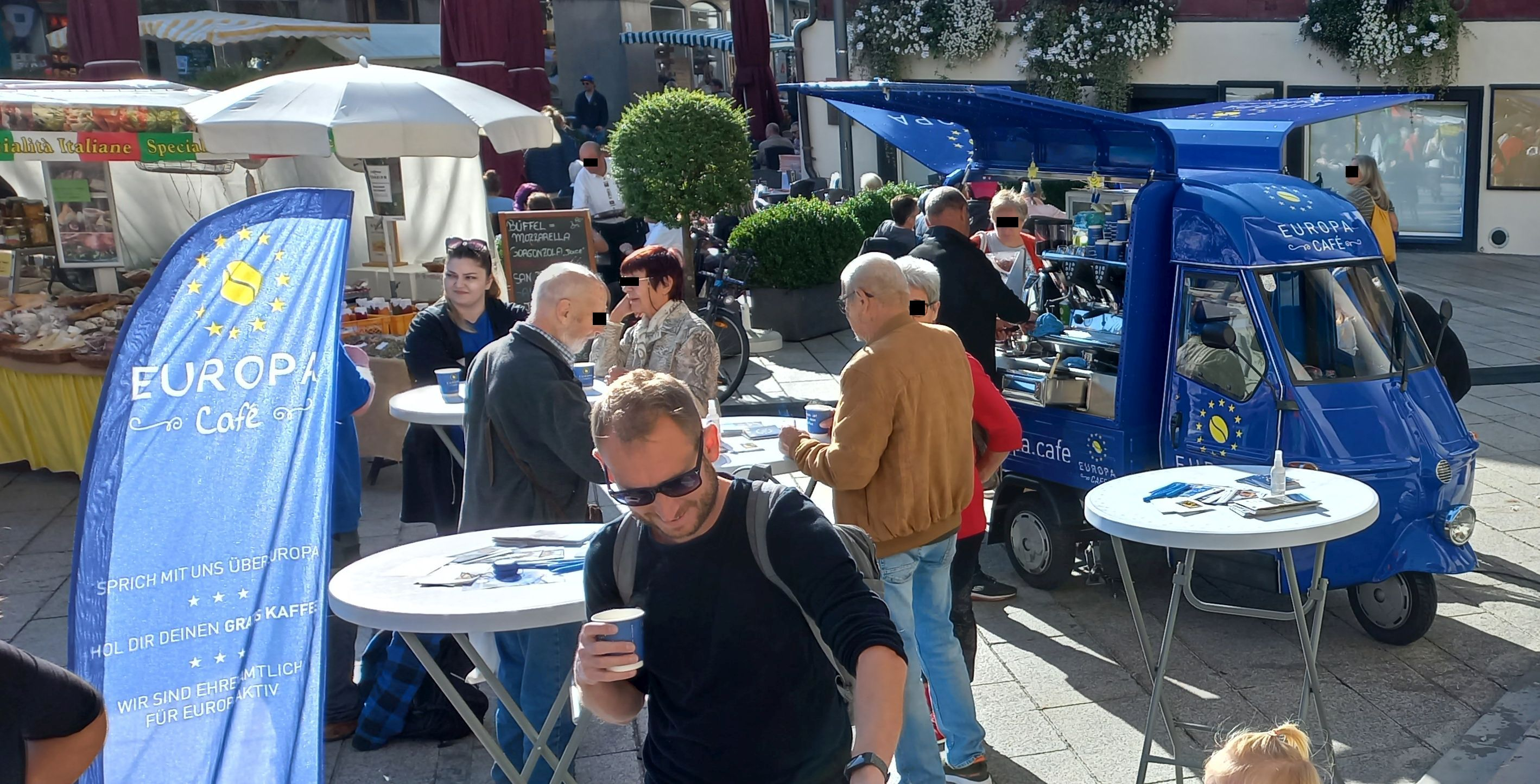
Europa-Café

## Ape 50

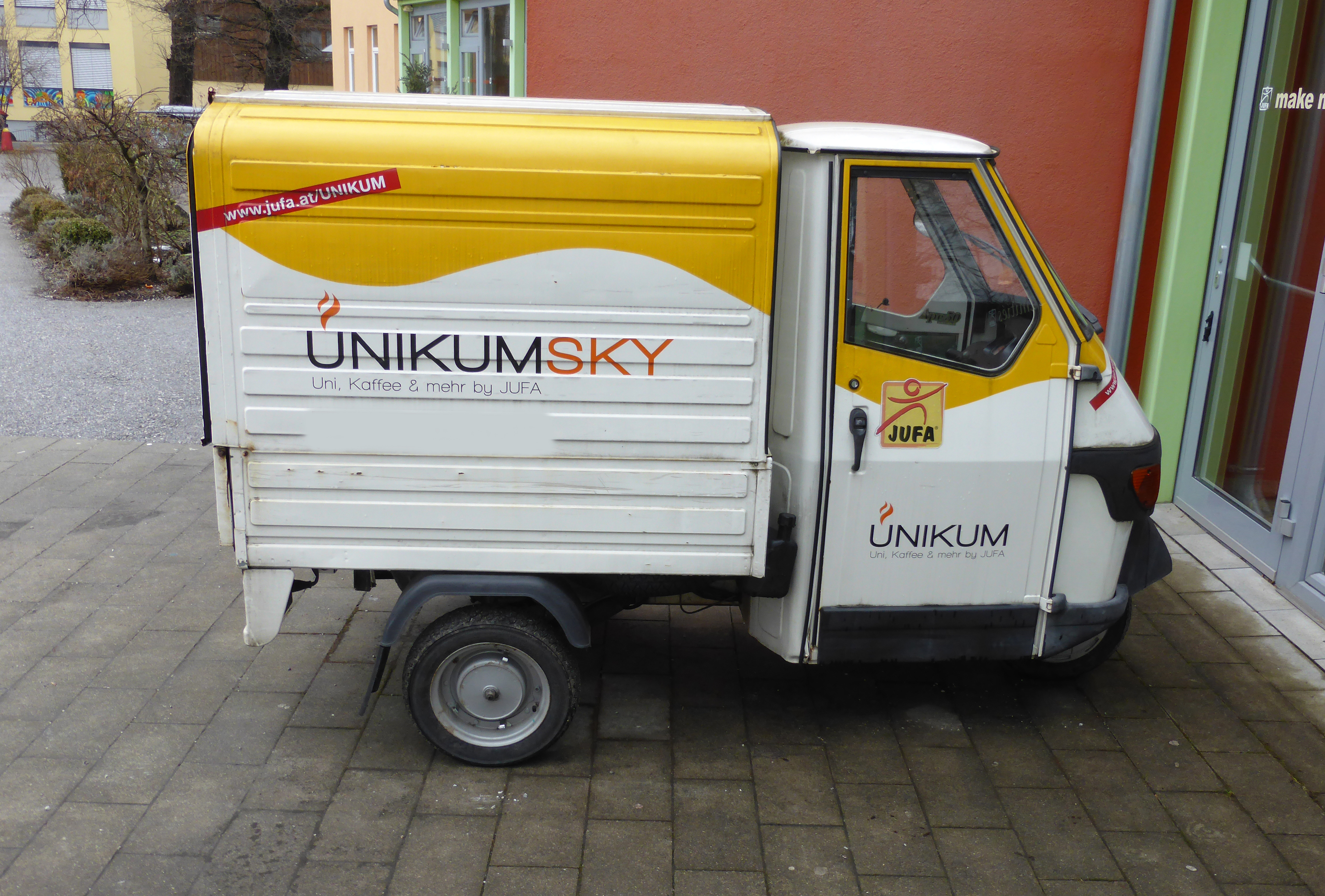
Ape 50

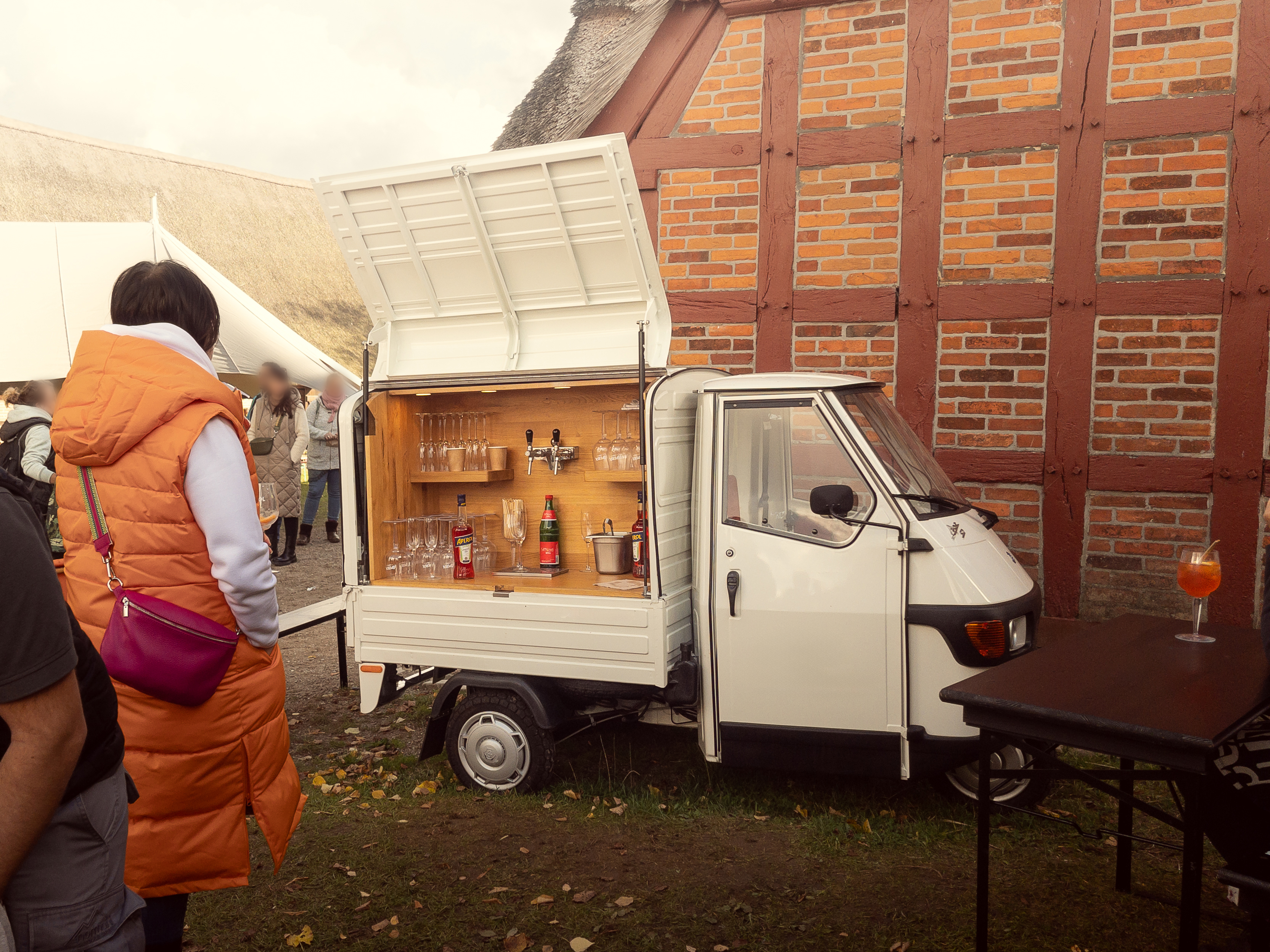
PIAGGIO APE 50 Kasten als Getränkeausschank

Die Ape 50 ist die kleinste Ape. Sie ist mit einem drehschiebergesteuerten 50-cm³-Einzylinder-Zweitaktmotor (38,4 mm Bohrung und 43,0 mm Hub) ausgestattet, der das Fahrzeug mit seinen 2,2 kW (3 PS) auf knapp 40 km/h beschleunigt. Die neueren Modelle haben einen separaten Öltank und eine Ölpumpe, so dass das Zweitaktöl nicht mehr beim Tanken dem Kraftstoff beigemischt werden muss. Die Ape 50 hat ein unsynchronisiertes Viergangschaltgetriebe. Gekuppelt wird mit einem Hebel links am Lenker, geschaltet wird durch Drehen des linken Griffs. Mit einem Hebel im Fußraum lässt sich der Rückwärtsgang einlegen. Dieser hat ein zusätzliches Vorgelegegetriebe, so dass auch rückwärts alle vier Gänge des Getriebes genutzt werden können. Die Ape 50 kann rund 200 kg Nutzlast transportieren. Die Trommelbremsen an den Hinterrädern werden mit einem Pedal rechts im Fußraum ohne Bremskraftverstärker hydraulisch betätigt. Die Trommelbremse am Vorderrad wird mit einem Hebel rechts am Lenker über einen Seilzug betätigt.
Die Ape 50 ist in mehreren Varianten erhältlich:
- mit einfachem Pritschenaufbau und Stahlbordwänden, die Ladefläche misst bei diesem Modell etwa 1,2 m × 1,2 m.
- mit geschlossenem, abnehmbaren Kastenaufbau aus Stahlblech (Abmessungen etwa Breite 120 cm × Höhe 90 cm × Tiefe 120 cm).
- mit langer Pritsche und Stahlbordwänden, die etwa 20 cm länger ist als die kurze Pritsche.
- mit langer Pritsche und Aluminiumbordwänden.
- Auf Anfrage ist die Ape 50 auch ohne die verschweißten Bordwände als Plattform für den individuellen Karosserie-Aufbau lieferbar.

2020 gab es ein Modellupgrade: ein neuer Tacho unter der Windschutzscheibe mit Benzinstandanzeige, die vordere Bremse wird hydraulisch, der rechte Bremshebel am Lenker entfällt. Die Beleuchtung ist nun LED, ein Auspuff soll die Zulassung auf Euro4-Abgasnorm anheben.

## Ape Classic 400
Die ursprüngliche Ape Classic wurde 2006 vorgestellt und war ausschließlich in der Farbe mintgrün lieferbar und mit einem 422 cm³ großen Einzylinder-Dieselmotor von Lombardini ausgestattet. Zum September 2014 wurde eine Modellpflege durchgeführt und die Ape Classic durch die Ape Classic 400 ersetzt.
Die Pflegemaßnahmen umfassten den Wechsel auf einen neuen luftgekühlten Dieselmotor mit 435 cm³ und 5,5 kW bei 3.450/min statt 422 cm³ und 7,8 kW bei 4.500/min beim Vorgängermodell. Die Nutzlast ist von 800 kg auf 650 kg gesunken. Die Höchstgeschwindigkeit wurde um 10 km/h auf 45 km/h gesenkt. Das Tankvolumen wurde von 15 l auf 10,5 l reduziert. Im Innenraum wurde der Instrumententräger modernisiert.
Außen hat sich die Ape Classic 400 der Ape Calessino angenähert. Die Fahrerkabine erinnert jetzt noch mehr an die Ape PV / MPV Serie. Lieferbar ist die Ape Classic 400 in den Farben Artic White und Charming Blue.
Die in Indien hergestellte Ape Classic 400 wird ausschließlich mit Lenkstangensteuerung und mit einer 1,74 m langen und 1,49 m breiten Pritsche mit Stahlbordwänden ausgeliefert. Die Classic 400 ist mit einer hydraulischen Zweikreisbremse ausgestattet, an allen drei Rädern sind Trommelbremsen eingebaut. Die Ape Classic 400 hat einen Sicherheitsgurt und einen Sitzplatz.

## Ape TM 703
Die Ape TM wurde ab 1982 gebaut. Sie war in drei Aufbauvarianten erhältlich:
- Pritsche mit 1,45 m Breite und 2 m Länge, gegen Aufpreis mit Aluminiumbordwänden.
- Kastenaufbau aus Stahlblech mit knapp 1,8 m
- Hydraulischer Kipper mit einer 1,4 m × 1,8 m großen Ladefläche

Die Ape TM gab es mit Lenkstange oder Lenkrad, die Lenkradversion hat wie ein PKW  drei Pedale (von links nach rechts: Kupplung, Bremse, Gas) und einen Schaltknüppel (H-Schaltung). Die Unterschiede zum PKW sind das unsynchronisierte Getriebe und der Extra-Hebel für den Rückwärtsgang, der in der Neutralstellung des Schaltknüppels gezogen wird. Wie bei der Ape 50 kann man bei gezogenem Rückwärtsganghebel alle vier Gänge nutzen.
Es standen zwei Motoren zur Wahl:
- Der wassergekühlte (bis ca. 1996 luft- und ölgekühlte), 422 cm³ große Einzylinder-Viertakt-Dieselmotor mit Fünfganggetriebe (mit Lenkstange nur vier Gänge) leistet 9 kW (13 PS).
- Der luftgekühlte, 218 cm³ große drehschiebergesteuerte Einzylinder-Zweitaktmotor leistet 8 kW (11 PS). Das unsynchronisierte Getriebe hat vier Gänge.

Die Ape TM hat ein hydraulisches Zweikreis-Bremssystem mit einer Trommelbremse an jedem Rad. Um eine Überhitzung der Bremstrommeln zu vermeiden, befinden sich seit einigen Jahren zusätzliche Kühlrippen außen an den Bremstrommeln.
Die Ape TM erreicht mit beiden Motorisierungen eine Höchstgeschwindigkeit von ungefähr 65 km/h und kann voll beladen Steigungen bis 22 % (Benzinversion) bzw. 23 % (Dieselversion) überwinden.
Die Zuladung beträgt mit Benzinmotor und Pritschenaufbau knapp 975 kg mit den anderen Aufbauten oder mit Dieselmotor etwas weniger.
Der Kunststofftank fasst 15 Liter Kraftstoff.
Aufgrund der neuen Euro-4-Verordnung für Fahrzeuge der EG-Fahrzeugklasse L ab dem 1. Januar 2017 wurde im Dezember 2016 die Produktion sämtlicher Ape-TM-Modelle eingestellt, da diese die neuen Vorgaben nicht erfüllten.

## Ape Calessino

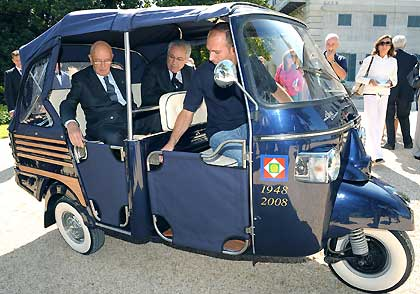
Ape Calessino, 2008

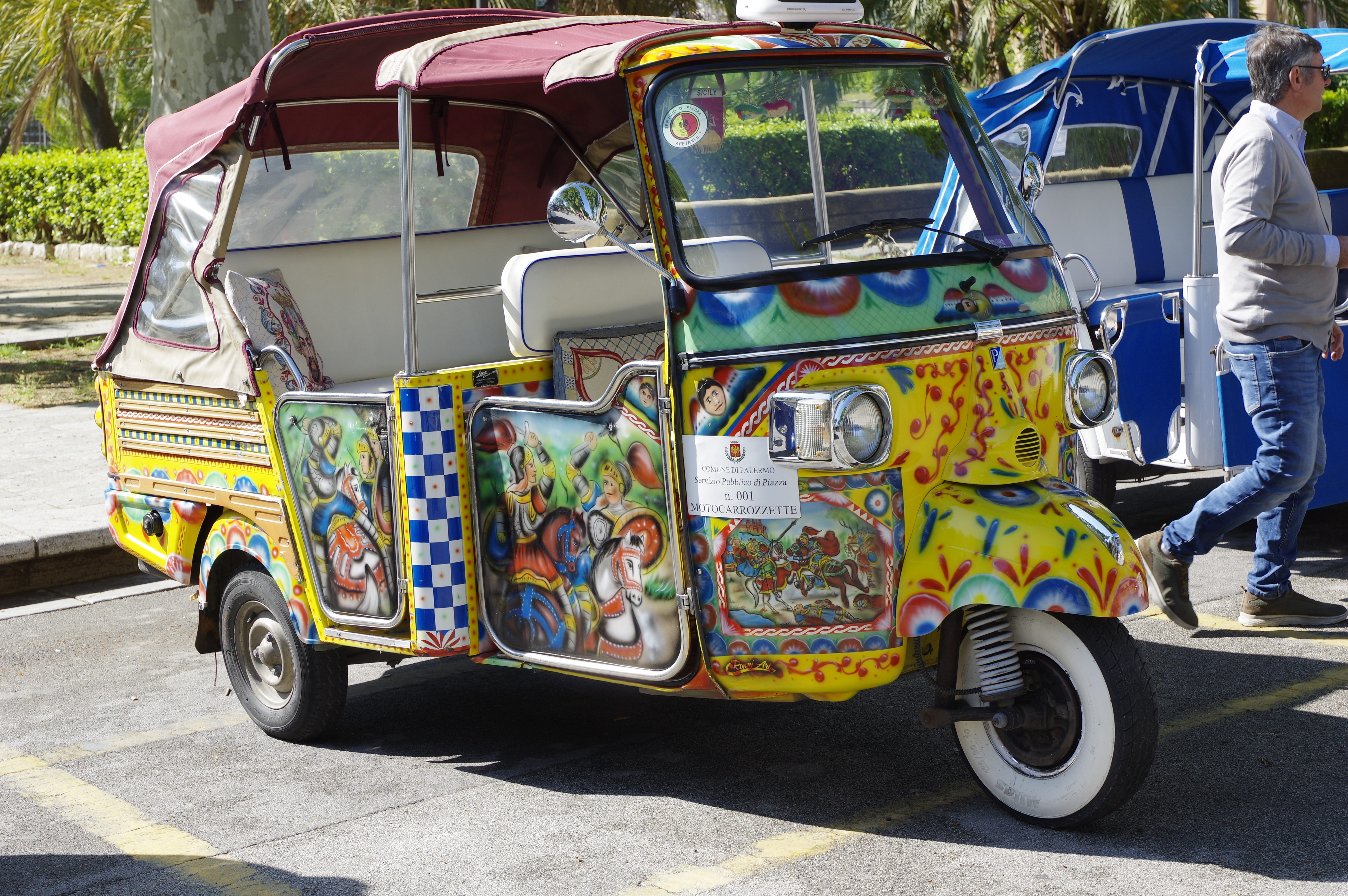
Ape Callessino im Stil eines sizilianischen Karrens bemalt, 2025 Palermo

2007 wurde eine Reproduktion der „Calessino“ aus den 1960er Jahren mit einer Stückzahl von zunächst 999 Fahrzeugen aufgelegt, von denen 200 Stück nach Deutschland geliefert wurden. Sie wurde von der indischen Firma Bajaj Auto Ltd. produziert und verfügt über einen 422 cm³ großen indirekt einspritzenden Lombardini-Einzylinder-Viertakt-Dieselmotor der bei 3800 Umdrehungen/Minute 6,2 kW leistet und eine Höchstgeschwindigkeit von 56 km/h ermöglicht. Bei einem Eigengewicht von 530 kg und einem Höchstgewicht von 860 kg verfügt sie über einen tieferen Schwerpunkt als die Ape 50, hat einen Wendekreis von drei Metern und kann Steigungen bis 22 % überwinden. Das Fahrzeug verfügt über ein hydraulisches Zweikreisbremssystem, das auf die Trommelbremsen vorn und hinten wirkt. Das Faltdach besteht ebenso wie die Türverkleidungen aus imprägniertem Segeltuch und wird durch Reiß- und Klettverschlüsse miteinander verbunden. Die hinteren mit Kunstleder bezogenen Sitzflächen sind umklappbar, wodurch sich hinter dem Rücksitz befindliche Ladefläche beträchtlich vergrößern lässt.
Ape Calessino Electric Lithium 
Ab Mitte 2009 wurde die Calessino mit Elektromotor angeboten. Nach Herstellerangaben hat sie eine Reichweite von ca. 75 km. Eine Aufladung der Akkus soll innerhalb von etwa vier Stunden über einen 230-Volt-Anschluss erfolgen und bei bis zu 800 Mal Aufladungen soll eine Laufleistung bis zu 60.000 km erreicht werden können. Die Grundausführung hat eine weiße Karosserie, ein blaues Segeltuchverdeck und den Schriftzug Calessino auf den vorderen Einstiegstüren. Es soll sich dabei um eine limitierte Einführungsversion von 100 Stück gehandelt haben. In der Angebotsliste von Ape 2019 scheint diese Version nicht auf.
Ape Calessino 200
2013 wird die Ape Calessino mit einem neuen 200-cm³-Einzylinder-Motor wieder aufgelegt. Im Vergleich zur Vorgängermodell ist die neue Serie kompakter und preiswerter.
Seit 2014 wird die Ape Calessino 200 HL angeboten, die über eine hochwertigere Ausstattung verfügt.
2017 erhält die Ape Calessino einen überarbeiteten Motor, verbesserte Elektrik und eine neue Frontgestaltung.

## Sonstiges

### Apes als Teil der italienischen Jugendkultur
In Italien dürfen Jugendliche dieses Fahrzeug mit 50 cm³ schon mit 14 Jahren fahren. Es besteht ein großes Interesse, die Ape 50 cm³ zu frisieren. Oft wird dazu der gesamte Motorblock bearbeitet und ein Hochleistungsmotor mit 102 cm³ oder 133 cm³ eingesetzt. Die italienischen Tuningbetriebe Polini und Malossi bieten entsprechende Umrüstsätze an. In einigen Bergregionen Italiens gilt unter Jugendlichen der Besitz einer mit Spoilern, Sportauspuff und ähnlichem auffrisierten Ape als imageträchtig.
Durch die kurzen Karosserieüberhänge und die akzeptable Bodenfreiheit können mit der leichten (unbeladenen) Ape steile und ausgewaschene Schotterstraßen in den Apenninen bewältigt werden, die mit vielen PKW nicht zu befahren sind.

### Einsatzfahrzeug der Polizei Nordrhein-Westfalen
Im Juni 2009 stellte die Kreispolizeibehörde im Kreis Mettmann einen Ape TM Kastenwagen (7 kW, Höchstgeschwindigkeit 60 km/h) in Dienst. Das äußere Erscheinungsbild entsprach dem blau-silbernen Standard der NRW-Polizei. Das Fahrzeug konnte als Einsatzfahrzeug in engen Gassen und abgepollerten Bereichen verwendet werden, hauptsächlich wurde es allerdings zu Werbezwecken genutzt. Nach einem schweren Unfallschaden wurde es wieder veräußert.

### Rad ab Magazin
Von 2009 bis 2017 erschien quartalsweise das Rad ab Magazin mit technischen Infos, Tipps, Reiseberichten, Termine u. a. um die Ape.